# Часът на Алфред Хичкок
„Часът на Алфред Хичкок“ (на английски: The Alfred Hitchcock Hour) е американски съспенс сериал-антология, с водещ Алфред Хичкок. Сериалът се излъчва по каналите CBS (1962—1964) и NBC (1964—1965) в САЩ. Първият епизод е излъчен на 20 септември 1962 г., последният – на 10 май 1965 г.
Сериалът е продължение на предишната съспен-антология „Алфред Хичкок представя“ който се излъчва от 2 октомври 1955 г. до 26 юни 1962 г. Новата поредица е наречена така, защото продължителността на всеки епизод се увеличава на 50 минути, вместо 25-минутните епизоди в предишния сериал. Както и в предишната серия, всеки епизод е представен от Алфред Хичкок. Излъчени са общо 93 епизода. Епизодите се характеризират с типични елементи от съспенса със свръхестествени идеи, винаги фокусирани върху мистерията и неочакваното.

## Сезони
| Сезон       | Епизоди | Излъчване                       | Телевизия |
| ----------- | ------- | ------------------------------- | --------- |
| първи сезон | 32      | 20 септември 1962 - 24 май 1963 | CBS       |
| втори сезон | 32      | 27 септември 1963 - 3 юли 1964  | CBS       |
| трети сезон | 29      | 5 октомври 1964 - 10 май 1965   | NBC       |

## Награди
| Награди                      | Награди                       | Награди        | Награди                                                 |
| Награда                      | Категория                     | Име            | Резултат                                                |
| ---------------------------- | ----------------------------- | -------------- | ------------------------------------------------------- |
| награда „Едгар Алан По“-1966 | Най-добър епизод от ТВ сериал | Джеймс Бриджис | награда „Едгар Алан По“ за епизода „An Unlocked Window“ |